# Kordîșivka, Vinnîțea
Kordîșivka (în ucraineană Кордишівка) este un sat în comuna Poberejne din raionul Vinnîțea, regiunea Vinnița, Ucraina.

## Demografie
Componența lingvistică a localității Kordîșivka
     Ucraineană (99,45%)
     Alte limbi (0,55%)
Conform recensământului din 2001, majoritatea populației localității Kordîșivka era vorbitoare de ucraineană (99,45%), existând în minoritate și vorbitori de alte limbi.